# Kassidy Cook
Pour les articles homonymes, voir Cook.
Kassidy Cook, née le 9 mai 1995 à Plantation (Floride, États-Unis), est une plongeuse américaine. Elle remporte une médaille d'argent olympique en 2024.

## Carrière
Kassidy Cook commence le plongeon à l'âge de 3 ans. Elle remporte la médaille de bronze en plongeon synchronisé à 3 mètres aux Jeux panaméricains de 2011 à Guadalajara avec Cassidy Krug (en). En 2012, elle rate la sélection pour les Jeux olympiques d'été de 2012 pour .24 points et doit ensuite prendre deux ans de repos pour se remettre de deux opérations au genou et à l'épaule. Elle fait ses études à l'université Stanford.
Aux Jeux olympiques d'été de 2016, elle atteint les demi-finales où elle termine finalement 13e en individuel à 3 m. En 2021, elle rate la qualification olympique en finissant seulement deuxième du concours qualificatif américain. Lors des Jeux olympiques d'été de 2024, en binôme avec Sarah Bacon, elle remporte la médaille de bronze du plongeon synchronisé à 3 m.